# Ogmore (circonscription du Parlement britannique)
Ne doit pas être confondu avec Ogmore (circonscription galloise).
Pour les articles homonymes, voir Ogmore.
Circonscription parlementaire de la 

Chambre des communes
Ogmore est une circonscription parlementaire britannique située au pays de Galles.

## Members of Parliament
| Élection | Élection | Membres            | Parti  | Portrait |
| -------- | -------- | ------------------ | ------ | -------- |
|          | 1918     | Vernon Hartshorn   | Labour |          |
|          | 1931     | Ted Williams       | Labour |          |
|          | 1946     | John Evans         | Labour |          |
|          | 1950     | Walter Padley      | Labour |          |
|          | 1979     | Ray Powell         | Labour |          |
|          | 2002     | Huw Irranca-Davies | Labour |          |
|          | 2016     | Chris Elmore       | Labour |          |

## Élections

### Élections dans les années 2010
| Élections générales de 2017: Ogmore, |                    |                |        |      |       |
| Parti                                | Parti              | Candidat       | Votes  | %    | ±     |
|                                      | Labour             | Chris Elmore   | 23,225 | 62.4 | +9.5  |
|                                      | Conservateur       | Jamie Wallis   | 9,354  | 25.1 | +9.2  |
|                                      | Plaid Cymru        | Huw Marshall   | 2,796  | 7.5  | -2.6  |
|                                      | UKIP               | Glenda Davies  | 1,235  | 3.3  | -12.1 |
|                                      | Libéral Démocrates | Gerald Francis | 594    | 1.6  | -1.4  |
| Majorité                             | Majorité           | Majorité       | 3,269  | 37.3 | +0.9  |
| Participation                        | Participation      | Participation  | 37,204 | 65.1 | +1.4  |
|                                      | Labour hold        | Labour hold    | Swing  | +0.2 |       |

| Élection partielle de 2016: Ogmore, |                    |               |        |      |       |
| Parti                               | Parti              | Candidat      | Votes  | %    | ±     |
|                                     | Labour             | Chris Elmore  | 12,383 | 52.6 | -0.3  |
|                                     | UKIP               | Glenda Davies | 3,808  | 16.2 | +1.2  |
|                                     | Plaid Cymru        | Abi Thomas    | 3,683  | 15.7 | +5.6  |
|                                     | Conservateur       | Alex Williams | 2,956  | 12.6 | -3.3  |
|                                     | Libéral Démocrates | Janet Ellard  | 702    | 3.0  | -0.0  |
| Majorité                            | Majorité           | Majorité      | 8,575  | 36.4 | -0.6  |
| Participation                       | Participation      | Participation | 23,532 | 43.0 | -20.7 |
|                                     | Labour hold        | Labour hold   | Swing  | -0.8 |       |

| Élections générales de 2015: Ogmore, |                    |                    |        |      |       |
| Parti                                | Parti              | Candidat           | Votes  | %    | ±     |
|                                      | Labour             | Huw Irranca-Davies | 18,663 | 52.9 | −0.9  |
|                                      | Conservateur       | Jane March         | 5,620  | 15.9 | +0.3  |
|                                      | UKIP               | Glenda Davies      | 5,420  | 15.4 | +13.1 |
|                                      | Plaid Cymru        | Tim Thomas         | 3,556  | 10.1 | +0.5  |
|                                      | Libéral Démocrates | Gerald Francis     | 1,072  | 3.0  | −12.1 |
|                                      | Green              | Laurie Brophy      | 754    | 2.1  | N/A   |
|                                      | TUSC               | Emma Saunders      | 165    | 0.5  | N/A   |
| Majorité                             | Majorité           | Majorité           | 13,043 | 37.0 | −1.2  |
| Participation                        | Participation      | Participation      | 35,250 | 63.7 | +1.3  |
|                                      | Labour hold        | Labour hold        | Swing  | −0.6 |       |

| Élections générales de 2010: Ogmore, |                    |                    |        |      |      |
| Parti                                | Parti              | Candidat           | Votes  | %    | ±    |
|                                      | Labour             | Huw Irranca-Davies | 18,664 | 53.8 | −7.1 |
|                                      | Conservateur       | Emma Moore         | 5,398  | 15.6 | +1.4 |
|                                      | Libéral Démocrates | Jackie Radford     | 5,260  | 15.2 | +0.5 |
|                                      | Plaid Cymru        | Danny Clark        | 3,326  | 9.6  | −0.6 |
|                                      | BNP                | Kay Thomas         | 1,242  | 3.6  | N/A  |
|                                      | UKIP               | Carolyn Passey     | 780    | 2.3  | N/A  |
| Majorité                             | Majorité           | Majorité           | 13,246 | 38.2 | -7.1 |
| Participation                        | Participation      | Participation      | 34,650 | 62.4 | +2.9 |
|                                      | Labour hold        | Labour hold        | Swing  | −4.3 |      |

### Élections dans les années 2000
| Élections générales de 2005: Ogmore |                    |                     |        |      |      |
| Parti                               | Parti              | Candidat            | Votes  | %    | ±    |
|                                     | Labour             | Huw Irranca-Davies  | 18,295 | 60.4 | −1.6 |
|                                     | Libéral Démocrates | Jackie Radford      | 4,592  | 15.2 | +2.4 |
|                                     | Conservateur       | Norma Lloyd-Nesling | 4,243  | 14.0 | +2.9 |
|                                     | Plaid Cymru        | John Williams       | 3,148  | 10.4 | −3.6 |
| Majorité                            | Majorité           | Majorité            | 13,703 | 45.3 | N/A  |
| Participation                       | Participation      | Participation       | 30,278 | 57.8 | −0.4 |
|                                     | Labour hold        | Labour hold         | Swing  | −2.0 |      |

| Élection partielle de 2002: Ogmore |                           |                     |        |      |       |
| Parti                              | Parti                     | Candidat            | Votes  | %    | ±     |
|                                    | Labour                    | Huw Irranca-Davies  | 9,548  | 52.0 | −10.1 |
|                                    | Plaid Cymru               | Bleddyn Hancock     | 3,827  | 20.8 | +6.8  |
|                                    | Libéral Démocrates        | Veronica Watkins    | 1,608  | 8.8  | −4.0  |
|                                    | Conservateur              | Guto Bebb           | 1,377  | 7.5  | −3.7  |
|                                    | Socialist Labour          | Christopher Herriot | 1,152  | 6.3  | +6.3  |
|                                    | Green                     | Jonathan Spink      | 250    | 1.4  | N/A   |
|                                    | Socialiste Alliance       | Jeffrey Hurford     | 205    | 1.1  | N/A   |
|                                    | Monster Raving Loony      | Leslie Edwards      | 187    | 1.0  | N/A   |
|                                    | New Millennium Bean Party | Captain Beany       | 122    | 0.7  | N/A   |
|                                    | Indépendant               | David Braid         | 100    | 0.3  | N/A   |
| Majorité                           | Majorité                  | Majorité            | 5,721  | 31.1 | −16.9 |
| Participation                      | Participation             | Participation       | 18,376 | 35.2 | −23.0 |
|                                    | Labour hold               | Labour hold         | Swing  | N/A  |       |

Après la mort de Ray Powell le 7 décembre 2001, une élection partielle a eu lieu le 14 février 2002.
| Élections générales de 2001: Ogmore |               |               |        |      |       |
| Parti                               | Parti         | Candidat      | Votes  | %    | ±     |
|                                     | Labour        | Ray Powell    | 18,833 | 62.0 | −11.9 |
|                                     | Plaid Cymru   | Angela Pulman | 4,259  | 14.0 | +7.0  |
|                                     | Libéral       | Ian Lewis     | 3,878  | 12.8 | +3.6  |
|                                     | Conservateur  | Richard Hill  | 3,383  | 11.1 | +1.4  |
| Majorité                            | Majorité      | Majorité      | 14,574 | 48.0 | -16.2 |
| Participation                       | Participation | Participation | 30,353 | 58.2 | −14.8 |
|                                     | Labour hold   | Labour hold   | Swing  | N/A  |       |

### Élections dans les années 1990
| Élections générales de 1997: Ogmore |               |                 |        |      |      |
| Parti                               | Parti         | Candidat        | Votes  | %    | ±    |
|                                     | Labour        | Ray Powell      | 28,163 | 74.0 | +2.3 |
|                                     | Conservateur  | David A. Unwin  | 3,716  | 9.8  | −5.3 |
|                                     | Libéral       | Kirsty Williams | 3,510  | 9.2  | +2.4 |
|                                     | Plaid Cymru   | John D. Rogers  | 2,679  | 7.0  | +0.7 |
| Majorité                            | Majorité      | Majorité        | 24,447 | 64.2 | +7.6 |
| Participation                       | Participation | Participation   | 38,068 | 72.9 | -7.7 |
|                                     | Labour hold   | Labour hold     | Swing  | +3.8 |      |

| Élections générales de 1992: Ogmore, |               |                  |        |      |      |
| Parti                                | Parti         | Candidat         | Votes  | %    | ±    |
|                                      | Labour        | Ray Powell       | 30,186 | 71.7 | +2.4 |
|                                      | Conservateur  | David G. Edwards | 6,359  | 15.1 | +0.1 |
|                                      | Libéral       | John Warman      | 2,868  | 6.8  | −2.8 |
|                                      | Plaid Cymru   | Laura McAllister | 2,667  | 6.3  | +2.0 |
| Majorité                             | Majorité      | Majorité         | 23,827 | 56.6 | +2.3 |
| Participation                        | Participation | Participation    | 42,080 | 80.6 | +1.2 |
|                                      | Labour hold   | Labour hold      | Swing  | +1.1 |      |

### Élections dans les années 1980
| Élections générales de 1987: Ogmore |                    |                 |        |       |     |
| Parti                               | Parti              | Candidat        | Votes  | %     | ±   |
|                                     | Labour             | Ray Powell      | 28,462 | 69.37 | N/A |
|                                     | Conservateur       | Michael Barratt | 6,170  | 15.04 | N/A |
|                                     | Social Democratic  | Mairwen James   | 3,954  | 9.64  | N/A |
|                                     | Plaid Cymru        | John Jones      | 1,791  | 4.37  | N/A |
|                                     | Independent Labour | Thomas Spence   | 652    | 1.59  | N/A |
| Majorité                            | Majorité           | Majorité        | 22,292 | 54.33 | N/A |
| Participation                       | Participation      | Participation   | N/A    | 80.05 | N/A |
|                                     | Labour hold        | Labour hold     | Swing  | N/A   |     |

| Élections générales de 1983: Ogmore |               |                 |        |       |     |
| Parti                               | Parti         | Candidat        | Votes  | %     | ±   |
|                                     | Labour        | Ray Powell      | 23,390 | 59.20 | N/A |
|                                     | Libéral       | J Parsons       | 6,026  | 15.25 | N/A |
|                                     | Conservateur  | R O'Sullivan    | 5,806  | 14.70 | N/A |
|                                     | Plaid Cymru   | Edward Merriman | 3,124  | 7.91  | N/A |
|                                     | Ecology       | Noel Thomas     | 1,161  | 2.94  | N/A |
| Majorité                            | Majorité      | Majorité        | 17,364 | 43.95 | N/A |
| Participation                       | Participation | Participation   | N/A    | 76.89 | N/A |
|                                     | Labour hold   | Labour hold     | Swing  | N/A   |     |

### Élections dans les années 1970
| Élections générales de 1979: Ogmore |               |               |        |       |     |
| Parti                               | Parti         | Candidat      | Votes  | %     | ±   |
|                                     | Labour        | Ray Powell    | 29,867 | 53.42 | N/A |
|                                     | Conservateur  | L Walters     | 13,780 | 24.65 | N/A |
|                                     | Libéral       | Jennie Gibbs  | 9,812  | 17.55 | N/A |
|                                     | Plaid Cymru   | DI Jones      | 2,450  | 4.38  | N/A |
| Majorité                            | Majorité      | Majorité      | 16,087 | 28.77 | N/A |
| Participation                       | Participation | Participation | N/A    | 79.69 | N/A |
|                                     | Labour hold   | Labour hold   | Swing  | N/A   |     |

| Élections générales d'octobre 1974: Ogmore |               |               |        |       |     |
| Parti                                      | Parti         | Candidat      | Votes  | %     | ±   |
|                                            | Labour        | Walter Padley | 30,453 | 59.48 | N/A |
|                                            | Conservateur  | RK Jones      | 8,249  | 16.11 | N/A |
|                                            | Libéral       | Jennie Gibbs  | 8,203  | 16.02 | N/A |
|                                            | Plaid Cymru   | DI Jones      | 4,290  | 8.38  | N/A |
| Majorité                                   | Majorité      | Majorité      | 22,204 | 43.37 | N/A |
| Participation                              | Participation | Participation | N/A    | 75.37 | N/A |
|                                            | Labour hold   | Labour hold   | Swing  | N/A   |     |

| Élections générales de février 1974: Ogmore |               |                      |        |       |     |
| Parti                                       | Parti         | Candidat             | Votes  | %     | ±   |
|                                             | Labour        | Walter Padley        | 28,372 | 52.79 | N/A |
|                                             | Libéral       | Jennie Gibbs         | 10,819 | 20.13 | N/A |
|                                             | Conservateur  | RK Jones             | 9,416  | 17.52 | N/A |
|                                             | Plaid Cymru   | Edward John Merriman | 5,139  | 9.56  | N/A |
| Majorité                                    | Majorité      | Majorité             | 17,553 | 32.66 | N/A |
| Participation                               | Participation | Participation        | N/A    | 79.80 | N/A |
|                                             | Labour hold   | Labour hold          | Swing  | N/A   |     |

| Élections générales de 1970: Ogmore |               |                      |        |       |     |
| Parti                               | Parti         | Candidat             | Votes  | %     | ±   |
|                                     | Labour        | Walter Padley        | 33,436 | 67.30 | N/A |
|                                     | Conservateur  | Antony F Gardner     | 10,415 | 20.96 | N/A |
|                                     | Plaid Cymru   | Edward John Merriman | 5,828  | 11.73 | N/A |
| Majorité                            | Majorité      | Majorité             | 23,021 | 46.34 | N/A |
| Participation                       | Participation | Participation        | N/A    | 75.58 | N/A |
|                                     | Labour hold   | Labour hold          | Swing  | N/A   |     |

### Élections dans les années 1960
| Élections générales de 1966: Ogmore |               |                     |        |       |     |
| Parti                               | Parti         | Candidat            | Votes  | %     | ±   |
|                                     | Labour        | Walter Padley       | 33,545 | 71.30 | N/A |
|                                     | Conservateur  | Ralph Morgan Thomas | 6,872  | 14.61 | N/A |
|                                     | Libéral       | Jennie Thomas Gibbs | 6,632  | 14.10 | N/A |
| Majorité                            | Majorité      | Majorité            | 26,673 | 56.69 | N/A |
| Participation                       | Participation | Participation       | N/A    | 78.41 | N/A |
|                                     | Labour hold   | Labour hold         | Swing  | N/A   |     |

| Élections générales de 1964: Ogmore |               |                     |        |       |     |
| Parti                               | Parti         | Candidat            | Votes  | %     | ±   |
|                                     | Labour        | Walter Padley       | 34,178 | 72.90 | N/A |
|                                     | Conservateur  | Ralph Morgan Thomas | 10,238 | 21.84 | N/A |
|                                     | Plaid Cymru   | Margaret Tucker     | 2,470  | 5.27  | N/A |
| Majorité                            | Majorité      | Majorité            | 23,940 | 51.06 | N/A |
| Participation                       | Participation | Participation       | N/A    | 79.67 | N/A |
|                                     | Labour hold   | Labour hold         | Swing  | N/A   |     |

### Élections dans les années 1950
| Élections générales de 1959: Ogmore |               |                   |        |       |     |
| Parti                               | Parti         | Candidat          | Votes  | %     | ±   |
|                                     | Labour        | Walter Padley     | 35,170 | 74.71 | N/A |
|                                     | Conservateur  | Tom O Ewart-Jones | 11,905 | 25.29 | N/A |
| Majorité                            | Majorité      | Majorité          | 23,265 | 49.42 | N/A |
| Participation                       | Participation | Participation     | N/A    | 82.31 | N/A |
|                                     | Labour hold   | Labour hold       | Swing  | N/A   |     |

| Élections générales de 1955: Ogmore |               |                         |        |       |     |
| Parti                               | Parti         | Candidat                | Votes  | %     | ±   |
|                                     | Labour        | Walter Padley           | 33,275 | 75.58 | N/A |
|                                     | Conservateur  | Derek Geoffrey Jennings | 10,751 | 24.42 | N/A |
| Majorité                            | Majorité      | Majorité                | 22,524 | 51.16 | N/A |
| Participation                       | Participation | Participation           | N/A    | 78.65 | N/A |
|                                     | Labour hold   | Labour hold             | Swing  | N/A   |     |

| Élections générales de 1951: Ogmore |                      |                      |        |       |     |
| Parti                               | Parti                | Candidat             | Votes  | %     | ±   |
|                                     | Labour               | Walter Padley        | 37,022 | 76.86 | N/A |
|                                     | Conservateur         | Percy Lunniss Powell | 9,504  | 19.73 | N/A |
|                                     | British Empire Party | Trefor David         | 1,643  | 3.41  | N/A |
| Majorité                            | Majorité             | Majorité             | 27,518 | 57.13 | N/A |
| Participation                       | Participation        | Participation        | N/A    | 84.92 | N/A |
|                                     | Labour hold          | Labour hold          | Swing  | N/A   |     |

| Élections générales de 1950: Ogmore |               |                 |        |       |     |
| Parti                               | Parti         | Candidat        | Votes  | %     | ±   |
|                                     | Labour        | Walter Padley   | 35,836 | 74.74 | N/A |
|                                     | Conservateur  | Raymond Gower   | 9,791  | 20.42 | N/A |
|                                     | Communiste    | Mavis Llewellyn | 1,691  | 3.53  | N/A |
|                                     | Plaid Cymru   | Ithel Davies    | 631    | 1.32  | N/A |
| Majorité                            | Majorité      | Majorité        | 26,045 | 54.32 | N/A |
| Participation                       | Participation | Participation   | N/A    | 85.34 | N/A |
|                                     | Labour hold   | Labour hold     | Swing  | N/A   |     |

### Élections dans les années 1940
| Élection partielle de 1946: Ogmore |               |                       |        |      |       |
| Parti                              | Parti         | Candidat              | Votes  | %    | ±     |
|                                    | Labour        | John Evans            | 13,632 | 70.6 | −5.8  |
|                                    | Plaid Cymru   | Trefor Richard Morgan | 5,685  | 29.4 | +23.8 |
| Majorité                           | Majorité      | Majorité              | 7,947  | 41.2 | −17.2 |
| Participation                      | Participation | Participation         | 19,317 | 75.6 | −42.5 |
|                                    | Labour hold   | Labour hold           | Swing  | N/A  |       |

| Élections générales de 1945: Ogmore |                       |                       |        |      |     |
| Parti                               | Parti                 | Candidat              | Votes  | %    | ±   |
|                                     | Labour                | Edward Williams       | 32,715 | 76.4 | N/A |
|                                     | National Gouvernement | Owen Glyndwr Davies   | 7,712  | 18.0 | N/A |
|                                     | Plaid Cymru           | Trefor Richard Morgan | 2,379  | 5.6  | N/A |
| Majorité                            | Majorité              | Majorité              | 25,003 | 58.4 | N/A |
| Participation                       | Participation         | Participation         | N/A    | 75.7 | N/A |
|                                     | Labour hold           | Labour hold           | Swing  | N/A  |     |

### Élections dans les années 1930
| Élections générales de 1935: Ogmore |             |                 |                 |                 |                 |
| Parti                               | Parti       | Candidat        | Votes           | %               | ±               |
|                                     | Labour      | Edward Williams | Sans opposition | Sans opposition | Sans opposition |
|                                     | Labour hold |                 |                 |                 |                 |

| Élections générales de 1931: Ogmore |               |                     |        |      |     |
| Parti                               | Parti         | Candidat            | Votes  | %    | ±   |
|                                     | Labour        | Edward Williams     | 23,064 | 61.0 | N/A |
|                                     | Unioniste     | Thomas George Jones | 11,653 | 30.8 | N/A |
|                                     | Communiste    | J. R. Campbell      | 3,099  | 8.2  | N/A |
| Majorité                            | Majorité      | Majorité            | 11,411 | 30.2 | N/A |
| Participation                       | Participation | Participation       | 37,816 | 76.9 | N/A |
|                                     | Labour hold   | Labour hold         | Swing  | N/A  |     |

| Élection partielle de 1931: Ogmore |               |                 |        |      |     |
| Parti                              | Parti         | Candidat        | Votes  | %    | ±   |
|                                    | Labour        | Edward Williams | 19,356 | 78.8 | N/A |
|                                    | Communiste    | J. R. Campbell  | 5,219  | 21.2 | N/A |
| Majorité                           | Majorité      | Majorité        | 14,137 | 57.6 | N/A |
| Participation                      | Participation | Participation   | N/A    | 50.8 | N/A |
|                                    | Labour hold   | Labour hold     | Swing  | N/A  |     |

### Élections dans les années 1920
| Élections générales de 1929: Ogmore |               |                        |        |      |     |
| Parti                               | Parti         | Candidat               | Votes  | %    | ±   |
|                                     | Labour        | Vernon Hartshorn       | 22,900 | 56.7 | N/A |
|                                     | Libéral       | Dapho Llewellyn Powell | 11,804 | 29.2 | N/A |
|                                     | Unioniste     | H Abbott               | 4,164  | 10.3 | N/A |
|                                     | Communiste    | J. R. Campbell         | 1,525  | 3.8  | N/A |
| Majorité                            | Majorité      | Majorité               | 11,096 | 27.5 | N/A |
| Participation                       | Participation | Participation          | N/A    | 82.8 | N/A |
|                                     | Labour hold   | Labour hold            | Swing  | N/A  |     |

| Élections générales de 1924: Ogmore |             |                  |                 |                 |                 |
| Parti                               | Parti       | Candidat         | Votes           | %               | ±               |
|                                     | Labour      | Vernon Hartshorn | Sans opposition | Sans opposition | Sans opposition |
|                                     | Labour hold |                  |                 |                 |                 |

| Élections générales de 1923: Ogmore |             |                  |                 |                 |                 |
| Parti                               | Parti       | Candidat         | Votes           | %               | ±               |
|                                     | Labour      | Vernon Hartshorn | Sans opposition | Sans opposition | Sans opposition |
|                                     | Labour hold |                  |                 |                 |                 |

| Élections générales de 1922: Ogmore |                  |                           |        |      |     |
| Parti                               | Parti            | Candidat                  | Votes  | %    | ±   |
|                                     | Labour           | Vernon Hartshorn          | 17,321 | 55.8 | N/A |
|                                     | National Libéral | John Walter Jones         | 7,498  | 24.1 | N/A |
|                                     | Unioniste        | Dorothy Caroline Edmondes | 6,257  | 20.1 | N/A |
| Majorité                            | Majorité         | Majorité                  | 9,823  | 31.7 | N/A |
| Participation                       | Participation    | Participation             | N/A    | 78.3 | N/A |
|                                     | Labour hold      | Labour hold               | Swing  | N/A  |     |

### Élections dans les années 1910
| Élections générales de 1918: Ogmore |                                  |                  |                 |                 |                 |
| Parti                               | Parti                            | Candidat         | Votes           | %               | ±               |
|                                     | Labour                           | Vernon Hartshorn | Sans opposition | Sans opposition | Sans opposition |
|                                     | Labour Vainqueur (nouveau siège) |                  |                 |                 |                 |